# 가타비라 도모유키
가타비라 도모유키(일본어: 帷 智行, 1993년 11월 10일 ~ )는 일본의 축구 선수이다.

## 구단 경력
과거 YSCC 요코하마에서 활동하였다.